# 王化成 (1963年)
王化成(1963年—)，内蒙古人，会计学专家，毕业于中国人民大学，现任中国人民大学商学院教授，著有《财务管理理论结构》、《中国上市公司盈余质量研究》。

## 兼职
- 中国全国会计专业硕士学位教育指导委员会秘书长
- 专业化管理会计教育委员会委员
- 中国会计学会理事兼副秘书长
- 中国总会计师协会常务理事
- 中国成本研究会理事